# Aramu (wieś)
Aramu (arab. عرامو) – wieś w Syrii, w muhafazie Latakia. W 2004 roku liczyła 490 mieszkańców. Jest to miejscowość tradycyjnie chrześcijańska, zamieszkana przez Ormian, z mniejszością alawicką.